# Zarzosa de Río Pisuerga
Zarzosa de Río Pisuerga község Spanyolországban, Burgos tartományban. Zarzosa de Río Pisuerga Herrera de Pisuerga, Castrillo de Riopisuerga, Sotresgudo és Rezmondo községekkel határos. Lakosainak száma 31 fő (2024).

## Népesség
A település népessége az utóbbi években az alábbiak szerint változott:
| Lakosok száma | 57   | 52   | 47   | 38   | 36   | 31   | 30   | 35   | 34   | 31   |
|               | 2001 | 2004 | 2006 | 2009 | 2011 | 2014 | 2016 | 2019 | 2021 | 2024 |